# Dörfles-Esbach
Dörfles-Esbach là một đô thị ở huyện Coburg bang Bayern nước Đức. Đô thị Dörfles-Esbach có diện tích 3,83 km², dân số thời điểm ngày 31 tháng 12 năm 2006 là 3844 người.